# Février 2006 en sport
Cette page concerne l'actualité sportive du mois de février 2006.

## Mercredi1erfévrier
- Football, seizièmes de finale de la coupe de France : le club de CFA2 SR Colmar élimine l'AS Monaco par un but de François Bader, ingénieur informaticien, lors de la prolongation.

- Handball, Championnat d'Europe masculin :
  - Groupe 1 : France 31-21 Pologne;
  - Groupe 1 : Espagne 31-29 Ukraine;
  - Groupe 1 : Slovénie 33-36 Allemagne;
  - Groupe 2 : Danemark 35-31 Norvège;
  - Groupe 2 : Croatie 29-28 Islande;
  - Groupe 2 : Serbie 21-29 Russie.

## Jeudi2 février
- Handball, championnat d'Europe masculin :
  - Groupe 1 : France 30-20 Ukraine;
  - Groupe 1 : Espagne 39-33 Slovénie;
  - Groupe 1 : Pologne 24-32 Allemagne;
  - Groupe 2 : Islande 33-36 Norvège;
  - Groupe 2 : Danemark 35-28 Russie;
  - Groupe 2 : Serbie 30-34 Croatie.

Les demi-finales de cet Euro opposeront samedi 4 février la France à la Croatie et l'Espagne au Danemark.

## Vendredi3 février
- Football, quarts de finale de la coupe d'Afrique des nations : 
  - Guinée 2-3 Sénégal;
  - Égypte 4-1 RD Congo.

- Ski alpin, Coupe du monde de ski alpin 2006 :
  - L'Autrichien Benjamin Raich remporte le Super Combiné de Chamonix devant son compatriote Rainer Schönfelder et l'Américain Bode Miller.
  - L'Espagnole María José Rienda Contreras Slalom géant féminin d'Ofterschwang devant la Suédoise Anja Pärson et de l'Autrichienne Kathrin Zettel.

## Samedi4 février
- Football, quarts de finale de la coupe d'Afrique des nations  : 
  - Tunisie 1-1 (p) Nigeria.
  - Cameroun 1-1 (p) Côte d'Ivoire.

- Handball, demi-finales du Championnat d'Europe masculin,  :
  - France 29-23 Croatie.
  - Espagne 34-31 Danemark.

- Rugby à XV, Tournoi des six nations 2006 : 
  - Irlande 26-16 Italie.
  - Angleterre 47-13 Galles.

- Saut à ski, coupe du monde : l'Autrichien Andreas Kofler enlève le concours individuel de Willingen devant son compatriote Thomas Morgenstern et le Suisse Andreas Küttel.

- Ski alpin, coupe du monde :
  - Descente masculine annulée à Chamonix en raison du brouillard.
  - À égalité parfaite, l'Espagnole Maria Jose Rienda Contreras et la Suédoise Anja Pärson remportent le slalom géant féminin à Ofterschwang. L'Américaine Julia Mancuso complète le podium.

- Ski de fond, coupe du monde :
  - La Suédoise Anna Dahlberg remporte le sprint féminin à Davos.
  - Le Suédois Björn Lind s'impose dans le sprint masculin à Davos.

## Dimanche5 février
- Automobile, championnat du monde des Rallyes : le Finlandais Marcus Grönholm enlève sur une Ford le Rallye de Suède devant le Français Sébastien Loeb à 30 secondes et le Suédois Daniel Carlsson à près de trois minutes.

- Bandy, finale du Championnat du monde : Suède 2-3 Russie. C'est le dix-septième titre mondial pour la Russie (ex-URSS) en vingt-six éditions depuis 1957.

- Football américain, Super Bowl XL NFL à Détroit : Seattle Seahawks 10-21 Pittsburgh Steelers. Cinquième trophée Vince Lombardi pour les Steelers.

- Handball, finale du championnat d'Europe masculin  : France 31-23 Espagne. Premier titre de champion d'Europe de handball pour la France qui écarte en finale les champions du monde en titre.

- Rugby à XV, Tournoi des six nations 2006 : Écosse 20-16 France.

- Saut à ski, coupe du monde : la Finlande s'impose dans le concours par équipe à Willingen devant l'Autriche et la Norvège.

- Ski alpin, coupe du monde : la Croate Janica Kostelić enlève le slalom féminin à Ofterschwang devant les Autrichiennes Kathrin Zettel et Marlies Schild.

- Ski de fond, coupe du monde :
  - La Finlandaise Virpi Kuitunen gagne le 10 km classique féminin à Davos.
  - Le Norvégien Jens Arne Svartedal s'impose sur 15 km classique masculin à Davos.

## Mardi7 février
- Football, demi-finales de la coupe d'Afrique des nations  : 
  - Côte d'Ivoire 1-0 Nigeria. Didier Drogba signe l'unique but de la partie.
  - Égypte 2-1 Sénégal. Amr Zaki marque le but décisif à dix minutes du terme.

- Football : à la suite des incidents qui marquèrent le match qualificatif de Coupe du monde Turquie-Suisse, la FIFA a décidé de faire jouer les six prochains matches "à domicile" de la sélection turque à l'étranger et à huis clos. De plus, les joueurs turcs Alpay Özalan (6 matches) Emre Belözoğlu (6 matches) et Serkan Balci (2 matches) et le Suisse Benjamin Huggel (6 matches) écopent de suspensions fermes.

## Jeudi9 février
- Football, match pour la troisième place de la coupe d'Afrique des nations : Nigeria 1-0 Sénégal.

## Vendredi10 février
Ouverture des Jeux olympiques d'hiver de 2006 à Turin.
- Football, finale de la coupe d'Afrique des nations : Égypte 0-0, 4 t.a.b. à 2 Côte d'Ivoire.

## Samedi11 février
Jeux olympiques d'hiver de 2006 à Turin :
- Biathlon : l'Allemand Michael Greis enlève le premier titre olympique de cette quinzaine en s'imposant sur le 20 km devant les Norvégiens Ole Einar Björndalen et Halvard Hanevold. Biathlon aux Jeux olympiques de 2006

- Combiné nordique : l'Allemand Georg Hettich remporte le titre individuel devant l'Autrichien Felix Gottwald et le Norvégien Magnus Moan. Combiné nordique aux Jeux olympiques de 2006

- Patinage de vitesse :  l'Américain Chad Hedrick s'impose sur le 5 000 m masculin devant le Néerlandais Sven Kramer et l'Italien Enrico Fabris. Patinage de vitesse aux jeux Olympiques de 2006

- Ski acrobatique : la Canadienne Jennifer Heil s'impose dans l'épreuve des bosses féminines devant la Norvégienne Kari Traa et la Française Sandra Laoura. Ski acrobatique aux Jeux olympiques de 2006

- Rugby à XV, Tournoi des Six Nations : 
  - France 43-31 Irlande;
  - Italie 16-31 Angleterre.

- Tennis, Coupe Davis : qualification de la France, la Russie, la Croatie, l'Argentine et la Biélorussie pour les quarts de finale.

## Dimanche12 février
Jeux olympiques d'hiver de 2006 à Turin :
- Ski de fond : l'Estonienne Kristina Smigun remporte le titre olympique sur le 15 km féminin devant la Tchèque Kateřina Neumannová et la Russe Evgenia Medvedeva-Abruzova.
- Ski alpin : le Français Antoine Dénériaz s'impose dans la descente masculine  devant l'Autrichien Michael Walchhofer et le Suisse Bruno Kernen.
- Ski de fond : le Russe Eugeni Dementiev remporte le titre olympique sur le 30 km poursuite masculin devant le Norvégien Frode Estil et l'Italien Pietro Piller Cottrer.
- Snowboard : l'Américain Shaun White gagne le concours de halfpipe masculin devant son compatriote Danny Kass et le Finlandais Markku Koski.
- Patinage de vitesse : la Néerlandaise Ireen Wüst enlève le titre olympique sur le 3 000 m féminin devant sa compatriote Renate Groenewold et la Canadienne Cindy Klassen.
- Saut à ski : le Norvégien Lars Bystøl remporte le concours sur le petit tremplin devant le Finlandais Matti Hautamäki et le Norvégien Roar Ljøkelsøy.
- Luge : l'Italien Armin Zöggeler est sacré champion olympique en luge devant le Russe Albert Demtschenko et le Letton Martins Rubenis.
- Short-track : le Sud-Coréen Ahn Hyun-soo remporte le 1 500 m masculin devant son compatriote Lee Ho-suk et le Chinois Jiajun Li.

- Rugby à XV, Tournoi des six nations 2006 : 
  - Pays de Galles 28-18 Écosse

- Tennis
  - Coupe Davis : qualification du Chili, des États-Unis et de l'Australie pour les quarts de finale.
  - Saison 2006 de la WTA, Open Gaz de France à Paris : finale franco-française qui voit la victoire d'Amélie Mauresmo sur Mary Pierce 6-1 7-6

## Lundi13 février
Jeux olympiques d'hiver de 2006 à Turin :
- Biathlon : la Russe Svetlana Ishmouratova remporte le titre olympique du 15 km individuel devant sa compatriote Olga Pyleva et l'Allemande Martina Glagow.
- Snowboard, half-pipe : l'Américaine Hannah Teter enlève le titre olympique féminin devant sa compatriote Gretchen Bleiler et la Norvégienne Kjersti Buaas.
- Patinage de vitesse : l'Américain Joey Cheek s'impose sur le 500 m masculin devant le Russe Dimitri Dorofeyev et le Coréen Lee Kang-Seok.
- Patinage artistique, couples : les Russes Tatiana Totmianina et Maksim Marinin s'imposent devant les couples Chinois Dan Zhang et Hao Zhang, d'une part, et Xue Shen et Hongbo Zhao, d'autre part.

## Mardi14 février
Jeux olympiques d'hiver de 2006 à Turin :
- Ski de fond : 
  - La Suède remporte le sprint par équipe féminin devant le Canada et la Finlande.
  - La Suède remporte le sprint par équipe masculin devant la Norvège et la Russie.
- Biathlon : l'Allemand Sven Fischer s'impose sur le sprint 10 km masculin devant les Norvégiens Halvard Hanevold et Frode Andresen.
- Luge : triplé allemand en luge féminine. Sylke Otto s'impose devant ses compatriotes Silke Kraushaar et Tatjana Hüfner
- Patinage de vitesse : la Russe Svetlana Zhurova remporte le titre olympique du 500 m féminin devant les Chinoises Wang Manli et Hui Ren.
- Ski alpin : l'Américain Ted Ligety enlève le titre de combiné masculin devant le Croate Ivica Kostelić et l'Autrichien Rainer Schönfelder.

## Mercredi15 février
Jeux olympiques d'hiver de 2006 à Turin :
- Ski alpin, descente F : l'Autrichienne Michaela Dorfmeister s'impose devant la Suissesse Martina Schild et la Suédoise Anja Pärson.
- Ski acrobatique, bosses H : l'Australien Dale Begg-Smith remporte l'épreuve devant le Finlandais Mikko Ronkainen et l'Américain Toby Dawson.
- Luge, double H : les Autrichiens Andreas Linger et Wolfgang Linger s'imposent devant les Allemands André Florschütz et Torsten Wustlich et les Italiens Gerhard Plankensteiner et Oswald Haselrieder.
- Short-track, 500 m F : la Chinoise Wang Meng remporte l'épreuve devant la Bulgare Evgenia Radanova et la Canadienne Anouk Leblanc-Boucher.

- Football, seizièmes de finale aller de la Coupe UEFA :
  - PFK Litex Lovetch 0-2 RC Strasbourg;
  - Lokomotiv Moscou 0-1 FC Séville;
  - FC Artmedia Bratislava 0-1 Levski Sofia;
  - FC Bâle 1-0 AS Monaco;
  - Hertha BSC Berlin 0-1 FC Rapid Bucarest;
  - Lille OSC 3-2 Shakhtar Donetsk;
  - SC Heerenveen 1-3 Steaua Bucarest;
  - Rosenborg BK 0-2 Zénith Saint-Pétersbourg;
  - FC Schalke 04 2-1 Espanyol Barcelone;
  - Bolton Wanderers 0-0 Olympique de Marseille;
  - FC Bruges 1-2 AS Rome;
  - Udinese Calcio 3-0 Racing Club de Lens;
  - Real Betis Séville 2-0 AZ Alkmaar.

## Jeudi16 février
Jeux olympiques d'hiver de 2006 à Turin :
- Ski de fond, 10 km classique F : l'Estonienne Kristina Smigun s'impose devant les Norvégiennes Marit Bjørgen et Hilde Pedersen.
- Biathlon, sprint 7,5 km F : la Française Florence Baverel-Robert s'impose devant la Suédoise Anna Carin Olofsson et l'Ukrainienne Lilia Efremova.
- Snowboard, cross H : l'Américain Seth Wescott s'impose devant le Slovaque Radoslav Zidek et le Français Paul-Henri de Le Rue.
- Combiné nordique, par équipe : l'Autriche remporte l'épreuve devant l'Allemagne et la Finlande.
- Patinage de vitesse, poursuite par équipe F : l'Allemagne remporte l'épreuve devant le Canada et la Russie.
- Skeleton, Femmes : la Suissesse Maya Pedersen remporte l'épreuve devant la Britannique Shelley Rudman et la Canadienne Mellisa Hollingsworth-Richards.
- Patinage de vitesse, poursuite par équipe H : l'Italie remporte l'épreuve devant le Canada et les Pays-Bas.
- Patinage artistique, hommes : le Russe Evgeni Plushenko s'impose devant le Suisse Stéphane Lambiel et le Canadien Jeffrey Buttle.

- Dopage : la biathlète russe Olga Pyleva, médaille d'argent sur le 15 km, a été déclarée positive à l'occasion d'un contrôle antidopage. Pyleva a été exclue des Jeux et a perdu sa médaille.

- Football : , seizièmes de finale aller de la Coupe UEFA :
  - FC Thoune 1-0 Hambourg SV;
  - Slavia Prague 2-1 US Palerme;
  - VfB Stuttgart 1-2 Middlesbrough FC.

## Vendredi17 février
Jeux olympiques d'hiver de 2006 à Turin :
- Ski de fond, 15 km classique Hommes : l'Estonien Andrus Veerpalu s'impose devant le Tchèque Lukáš Bauer et l'Allemand Tobias Angerer.
- Snowboard, cross Femmes : la Suissesse Tanja Frieden enlève le titre olympique devant l'Américaine Lindsey Jacobellis et la Canadienne Dominique Maltais.
- Skeleton, hommes : le Canadien Duff Gibson s'impose devant son compatriote Jeff Pain et le Suisse Gregor Stähli.

## Samedi18 février
Jeux olympiques d'hiver de 2006 à Turin :
- Ski de fond, relais 4 × 5 km Femmes : la Russie s'impose devant l'Allemagne et l'Italie.
- Biathlon, poursuite 10 km Femmes : l'Allemande Kati Wilhelm remporte le titre olympique devant sa compatriote Martina Glagow et la Russe Albina Akhatova.
- Biathlon, poursuite 10 km Hommes : le Français Vincent Defrasne remporte le titre olympique devant le Norvégien Ole Einar Björndalen et l'Allemand Sven Fischer.
- Ski alpin, Super G Hommes : le Norvégien Kjetil André Aamodt remporte le titre olympique devant l'Autrichien Hermann Maier et le Suisse Ambrosi Hoffmann.
- Ski alpin, Combiné Femmes : la Croate Janica Kostelić s'impose devant l'Autrichienne Marlies Schild et la Suédoise Anja Pärson.
- Patinage de vitesse, 1 000 m Hommes : l'Américain Shani Davis s'impose devant son compatriote Joey Cheek et le Néerlandais Erben Wennemars.
- Saut à ski, grand tremplin (k125) : l'Autrichien Thomas Morgenstern s'impose devant son compatriote Andreas Kofler et le Norvégien Lars Bystøl.
- Short-track, 1 500 m Femmes : la Sud-Coréenne Sun-Yu Jin s'impose devant sa compatriote Eun-Kyung Choi et la Chinoise Wang Meng.
- Short-track, 1 000 m Hommes : le Sud-Coréen Ahn Hyun-soo s'impose devant son compatriote Lee Ho-suk et l'Américain Apolo Anton Ohno.

## Dimanche19 février
Jeux olympiques d'hiver de 2006 à Turin :
- Ski de fond, relais 4 × 10 km Hommes : l'Italie s'impose devant l'Allemagne et la Suède.
- Patinage de vitesse, 1 000 m Femmes : la Néerlandaise Marianne Timmer remporte le titre olympique devant la Canadienne Cindy Klassen et l'Allemande Anni Friesinger
- Bobsleigh, bob à deux : l'Allemagne 1 s'impose devant le Canada 1 et la Suisse 1.

- Tennis : 
  - Saison 2006 de l'ATP, Tournoi de tennis de Marseille à Marseille : Arnaud Clément s'impose face à Mario Ančić 6-4, 6-2;
  - Saison 2006 de la WTA, Tournoi de tennis d'Anvers : Amélie Mauresmo s'impose face à Kim Clijsters 3-6, 6-3, 6-3.

- Basket-ball, Semaine des As 2006 à Dijon : Le Mans Sarthe Basket s'impose face à la Jeunesse Laïque de Bourg-en-Bresse 78-60

## Lundi20 février
Jeux olympiques d'hiver de 2006 à Turin :
- Ski alpin, Slalom géant Hommes : l'Autrichien Benjamin Raich s'impose devant le Français Joël Chenal  et l'Autrichien Hermann Maier.
- Ski alpin, Super G Femmes : l'Autrichienne Michaela Dorfmeister s'impose devant la Croate Janica Kostelić et l'Autrichienne Alexandra Meissnitzer.
- Saut à ski, par équipe : l'Autriche remporte le titre olympique devant la Finlande et la Norvège.
- Hockey sur glace, féminines : le Canada remporte le titre olympique devant la Suède et les États-Unis.
- Patinage artistique, danse sur glace : les Russes Tatiana Navka et Roman Kostomarov s'imposent devant les Américains Tanith Belbin et Benjamin Agosto et les Ukrainiens Olena Hrushyna et Ruslan Honcharov.

## Mardi21 février
Jeux olympiques d'hiver de 2006 à Turin :
- Biathlon, relais 4 × 7,5 km Hommes : l'Allemagne remporte le titre olympique devant la Russie et la France.
- Combiné nordique, sprint : l'Autrichien Felix Gottwald s'impose devant le Norvégien Magnus Moan et l'Allemand Georg Hettich.
- Patinage de vitesse, 1 500 m Hommes : l'Italien Enrico Fabris s'impose devant les Américains Shani Davis et Chad Hedrick.
- Bobsleigh, bob à deux Femmes : le bob allemand N°1 s'impose devant le bob des États-Unis N°1 et le bob italien N°1.

- Football : huitièmes de finale de la Ligue des champions de l'UEFA :
  - Bayern Munich 1-1 Milan AC ;
  - Benfica Lisbonne 1-0 Liverpool FC;
  - PSV Eindhoven 0-1 Olympique lyonnais;
  - Real Madrid 0-1 Arsenal FC.

## Mercredi22 février
Jeux olympiques d'hiver de 2006 à Turin :
- Ski de fond, Sprint féminin : la Canadienne Chandra Crawford s'impose devant l'Allemande Claudia Künzel et la Russe Alena Sidko.
- Ski de fond, Sprint masculin : le Suédois Björn Lind s'impose devant le Français Roddy Darragon et le Suédois Thobias Fredriksson.
- Snowboard, Slalom géant parallèle masculin : le Suisse Philipp Schoch s'impose devant son frère Simon Schoch et l'Autrichien Siegfried Grabner.
- Ski alpin, Slalom féminin : la Suédoise Anja Pärson s'impose devant les Autrichiennes Nicole Hosp et Marlies Schild.
- Patinage de vitesse, 1 500 m féminin : la Canadienne Cindy Klassen s'impose devant sa compatriote Kristina Groves et la Néerlandaise Ireen Wüst.
- Ski acrobatique, saut féminin : la Suissesse Evelyne Leu s'impose devant la Chinoise Nina Li et l'Australienne Alisa Camplin.
- Short-track, relais 3 000 m féminin : la Corée du Sud s'impose devant le Canada et l'Italie.

- Football : , matches aller des huitièmes de finale de la Ligue des champions :
  - Chelsea FC 1 - 2 FC Barcelone ;
  - Glasgow Rangers 2 - 2 Villarreal CF;
  - Werder Brême 3 - 2 Juventus;
  - Ajax Amsterdam 2 - 2 Inter Milan.

## Jeudi23 février
Jeux olympiques d'hiver de 2006 à Turin :
- Biathlon, relais féminin : la Russie s'impose devant l'Allemagne et la France.
- Snowboard, Slalom géant parallèle féminin : la Suissesse Daniela Meuli s'impose devant l'Allemande Amelie Kober et l'Américaine Rosey Fletcher.
- Curling, féminines : la Suède remporte le tournoi en s'imposant 7-6 en finale face à la Suisse. Le Canada complète le podium.
- Patinage artistique, féminines : la Japonaise Shizuka Arakawa remporte le titre olympique devant l'Américaine Sasha Cohen et la Russe Irina Sloutskaïa.

- Football, seizième de finale retour de la Coupe UEFA :
  - Hambourg SV 2-0 FC Thoune;
  - US Palerme 1-0 Slavia Prague;
  - Middlesbrough FC 0-1 VfB Stuttgart;
  - RC Strasbourg 0-0 PFK Litex Lovetch;
  - FC Séville 2-0 Lokomotiv Moscou;
  - Levski Sofia 2-0 FC Artmedia Bratislava;
  - AS Monaco 1-1 FC Bâle;
  - FC Rapid Bucarest 2-0 Hertha BSC Berlin;
  - Shakhtar Donetsk 0-0 Lille OSC;
  - Steaua Bucarest 0-1 SC Heerenveen;
  - Zénith Saint-Pétersbourg 2-1 Rosenborg BK;
  - Espanyol Barcelone 0-3 FC Schalke 04;
  - Olympique de Marseille 2-1 Bolton Wanderers;
  - AS Rome 2-1 FC Bruges;
  - Racing Club de Lens 1-0 Udinese Calcio;
  - AZ Alkmaar 2-1 Real Betis Séville;

(en gras, les clubs qualifiés pour le prochain tour)

## Vendredi24 février
Jeux olympiques d'hiver de 2006 à Turin :
- Ski de fond, 30 km libre féminin : la Tchèque Kateřina Neumannová s'impose devant la Russe Julija Tchepalova et la Polonaise Justyna Kowalczyk.
- Ski alpin, Slalom géant féminin : l'Américaine Julia Mancuso s'impose devant la Finlandaise Tanja Poutiainen et la Suédoise Anna Ottosson.
- Patinage de vitesse, 10 000 m masculin : le Néerlandais Bob de Jong s'impose devant l'Américain Chad Hedrick et le Néerlandais Carl Verheijen.
- Curling, hommes : le Canada remporte le titre olympique en écartant en finale la Finlande 10-4. Les États-Unis complètent le podium.

## Samedi25 février
Jeux olympiques d'hiver de 2006 à Turin :
- Biathlon, 15 km départ en ligne masculin : l'Allemand Michael Greis s'impose devant le Polonais Tomasz Sikora et le Norvégien Ole Einar Bjørndalen.
- Biathlon, 12,5 km départ en ligne féminin : la Suédoise Anna Carin Olofsson s'impose devant les Allemandes Kati Wilhelm et Uschi Disl.
- Patinage de vitesse, 5 000 m féminin : la Canadienne Clara Hughes remporte le titre olympique devant l'Allemande Claudia Pechstein et la Canadienne Cindy Klassen.
- Ski alpin, slalom masculin : triplé autrichien avec Benjamin Raich devant Reinfried Herbst et Rainer Schönfelder.
- Bobsleigh, bob à quatre masculin : l'Allemagne s'impose devant la Russie et la Suisse.
- Short-track, 500 m masculin : l'Américain Apolo Anton Ohno s'impose devant le Canadien François-Louis Tremblay et le Coréen Hyun-Soo Ahn.
- Short-track, 1 000 m féminin : la Coréenne Sun-Yu Jin s'impose devant les Chinoises Wang Meng et Yang Yang (A).
- Short-track, Relais 5 000 m masculin : la Corée s'impose devant le Canada et les États-Unis.

- Rugby à XV, troisième journée du Tournoi des Six Nations :
  - XV de France 37 - 12 XV d'Italie;
  - XV d'Écosse 18 - 12 XV d'Angleterre.

## Dimanche26 février
Jeux olympiques d'hiver de 2006 à Turin :
- Ski de fond 50 km libre masculin : l'Italien Giorgio Di Centa s'impose devant Eugeni Dementiev le Russe et l'Autrichien Mikhail Botvinov.
- Hockey sur glace : la Suède remporte le tournoi devant la Finlande et la République tchèque.

- Football, finale de la League Cup :
  - Manchester United 4-0 Wigan Athletic.
- Rugby à XV, troisième journée du Tournoi des Six Nations  :
  - XV d'Irlande 31-5 XV de Galles.

## Lundi27 février
- Baseball : élection de dix-sept nouveaux membres au Temple de la renommée du baseball. Parmi ceux-ci, il convient de signaler Effa Manley, première femme élue.
- Football : après un mandat sans résultat basé sur le vedettariat, Florentino Pérez, le président du Real Madrid démissionne.

## Principaux rendez-vous sportifs du mois de février 2006
- 20 janvier au 10 février : football, Coupe d'Afrique des nations de football en Égypte
- 26 janvier au 5 février : Handball, Championnat d'Europe masculin de handball en Suisse.
- 2 au 4 février : : Ski alpin, Coupe du monde de ski alpin 2006 masculine à Chamonix (France)
- 3 au 5 février : Sports équestres, Coupe du monde de saut d'obstacles à Bordeaux (France)
- 3 au 5 février : Rallye, Championnat du monde des rallyes 2006, Rallye de Suède
- 4 au 5 février : Saut à ski, Coupe du monde de saut à ski à Willingen (Allemagne)
- 4 au 5 février : Ski alpin, Coupe du monde de ski alpin 2006 féminine à Ofterschwang (Allemagne)
- 4 au 5 février : Ski de fond, Coupe du monde de ski de fond 2006 à Davos (Suisse)
- 4 au 5 février : Rugby à XV, Tournoi des Six Nations (Écosse-France notamment)
- 5 février : Football américain, Super Bowl XL à Détroit
- 6 au 12 février : Tennis, Saison 2006 de la WTA, Open Gaz de France à Paris
- 9 au 12 février : Sports équestres, Coupe du monde de saut d'obstacles à Vigo (Espagne)
- 10 au 26 février : Jeux olympiques d'hiver 2006 à Turin, Italie
- 10 au 12 février : Tennis, Coupe Davis (1er tour)
- 11 février : Rugby à XV, Tournoi des Six Nations (France-Irlande notamment)
- 11 et 12 février : Judo, Tournoi de Paris de judo
- 13 au 19 février : Tennis, Saison 2006 de l'ATP, Tournoi de tennis de Marseille à Marseille
- 15 et 16 février : Football, Coupe UEFA 1/16 fin. aller
- 16 au 19 février : Basket-ball, Semaine des As 2006 à Dijon
- 21 et 22 février : Football, Ligue des champions 1/8 fin. aller
- 23 février : Football, Coupe UEFA 1/16 fin. retour
- 25 février et 26 février : Rugby à XV, Tournoi des Six Nations (France-Italie notamment)